# Винценц, Станислав
Станислав Винценц (пол. Stanisław Vincenz, 30 ноября 1888, Рунгурская Слобода, тогда Австро-Венгрия, между войнами Польша, позднее Украина, ныне Слобода Коломыйского района Ивано-Франковской области — 28 января 1971, Лозанна, Швейцария) — польский писатель, мыслитель-эссеист, переводчик.

## Биография
Правнук французского (провансальского) эмигранта Шарля-Франсуа де Венсана, который после Французской революции оказался в Вене и женился на польке из города Станислав. Отец писателя — пионер нефтедобычи на Гуцульщине (Станислав Винценц родился в крупнейшем нефтепромысловом пункте Восточных Карпат), мать Софья Прибыловская — из старого шляхетского рода, обосновавшегося в Галиции. У будущего писателя была гуцульская няня, научившая его украинскому языку, познакомившая с обычаями гуцулов.
По его словам, Станислав знал четырнадцать языков. Учился в гимназии в Коломые, затем в Стрые, подружился там с К.Вежиньским. Изучал право, биологию, психологию, философию, санскрит во Львовском и Венском университетах. В Вене защитил диссертацию о влиянии философии Гегеля на Фейербаха. Выучил русский (его первая жена была из России), переводил Достоевского.
В Первой мировой войне воевал в австрийской армии, после краха империи Габсбургов перешёл в 1919 в польскую, принимал участие в походе Пилсудского на Киев, в 1922 был демобилизован. В 1926—1929 редактировал в Варшаве ежемесячный журнал «Дорога», публиковал в нём эссе по философии религии. С конца 1920-х годов принялся за труд своей жизни — многотомную эпопею из многослойной и разноязыкой жизни Гуцульщины «На высокой Полонине».
В 1939, вернувшись в Рунгурскую Слободу, был арестован советскими властями. После освобождения в 1940 эмигрировал в Венгрию (где помогал евреям укрываться от антисемитских погромов и нацистских преследований). В 1946—1947 жил в Западной Германии, затем до 1949 — в горном местечке Ла Комб во французских Альпах, откуда перебрался в Гренобль, а в 1964 году — в Лозанну. Сотрудничал с парижским издательством «Культура», были близок с Ежи Гедройцем, Юзефом Чапским, но особенно — с Чеславом Милошем. Долгие годы вокруг него существовала своего рода «платоновская академия», в которую входили люди разных возрастов из разных стран, время от времени посещавшие дом Винценца, но неизменно сохранявшие связь с ним и между собой.
Прах писателя погребен в Кракове на Сальваторском кладбище.

## Творчество
Нервом философских, исторических, политических размышлений Станислава Винценца, противостоявшего этим философии и морали эмигрантского изгнанничества и избранничества, было живое, динамичное соединение универсальных горизонтов человеческого понимания с верностью, по его выражению, «малой родине», конкретному месту жизни каждого человека. В этом он видел дух и призвание Европы, начало которых находил у своих любимцев Гомера и Данте. Переводил стихи Эндре Ади, Уолта Уитмена и др. Значительная часть наследия опубликована лишь после смерти.

## Произведения
- Na Wysokiej Połoninie/На высокой Полонине: cz. 1. Prawda starowieku/ ч.1 Правда старых времен (Варшава, 1936);

cz. 2. Nowe czasy (Zwada)/ ч.2 Новые времена (Раздор) (Лондон, 1970); cz. 3. Barwinkowy wianek/ ч.3 Венок из барвинков (Лондон, 1979);
- Nowe czasy (Listy z nieba)/ Новые времена (Письма с неба) (Лондон, 1974);
- O książkach i czytaniu/ О книгах и чтении (Будапешт, 1942, эссе)
- Dante und die Volksmythe/ Данте и народная мифология (Дортмунд, 1963, на нем. языке)
- Dialogi z Sowietami/ Диалоги с Советами (Лондон, 1966)
- Tematy żydowskie/ Еврейские темы (Лондон, 1977, воспоминания)
- Z perspektywy podróży/ Глазами путешественника (1980, эссе)
- Po stronie dialogu/ На стороне диалога (1983, эссе)
- Powojenne perypetie Sokratesa/ Послевоенные перипетии Сократа (1985)
- Outopos. Zapiski z lat 1938—1944/ Утопос. Заметки 1938—1944 годов (1992)
- Atlantyda. Pisma rozproszone z lat II wojny światowej/ Атлантида. Разрозненные сочинения времен Второй мировой войны (1994)

### Сводные издания
- Po stronie pamięci: wybór esejów. Paryż: Instytut Literacki, 1965.
- Eseje i szkice zebrane. Wrocław: Wirydarz, 1997

### На русском языке
- Милош Ч. Ла Комб// Он же. Личные обязательства. Избранные эссе о литературе, религии и морали. М.: Дом интеллектуальной книги, 1999, с.с.292-305.